# Tatort: Eine Frage des Gewissens
Eine Frage des Gewissens ist ein Fernsehfilm aus der Krimireihe Tatort. Der Beitrag wurde von Maran Film im Auftrag des Südwestrundfunks produziert. Die Erstausstrahlung im deutschen Fernsehen erfolgte am 23. November 2014. Es ist der 15. Fall des Stuttgarter Ermittlerteams Lannert und Bootz.

## Handlung
Lannert und Bootz sind, weil sie zufällig in der Nähe waren, zu einem Supermarkt geeilt, der gerade überfallen wird. Lannert versucht den Gangster Holm Bielfeldt, der mehrfach vorbestraft ist und der Hausbesetzerszene angehört, zur Aufgabe zu bewegen. Bielfeldt hält einen Wachmann in seiner Gewalt und droht, die Geisel zu erschießen, wenn Lannert sich nicht fernhält. Zudem fordert er Geld. Bootz ist unterdessen vollauf damit beschäftigt, die Kunden aus der Schusslinie zu bringen. Als eine junge Supermarktkundin, die offenkundig die Situation verkennt, auf den Geiselnehmer zugeht, reißt Bootz sie zu Boden. In diesem Moment fällt ein Schuss, Bielfeldt bricht von einem Kopfschuss getroffen tot zusammen, die Geisel geht unverletzt aus der Situation hervor.
Auf Veranlassung der Mutter des toten Bielfeldt und ihrer Anwälte, des Ehepaars Pflüger, findet eine Untersuchung gegen Lannert wegen des Todesschusses statt. In der Anhörung sagt Lannert aus, dass er schießen musste, weil Bielfeldt unmittelbar dazu ansetzte, die Geisel zu töten. Die Zeugen werden vernommen, Bootz sagt aus, dass er den Schuss gesehen hat und die Nothilfe Lannerts für den Wachmann bestätigen kann. Auch Alice Gebauer, die Frau, die Bootz zu Boden reißen musste, ist als Zeugin geladen und wirkt auf dem Flur vor dem Verhandlungssaal sehr gelassen. Als sie den Saal allerdings betreten hat, wirkt sie plötzlich völlig zerfahren und durcheinander und ist nicht imstande, eine brauchbare Aussage zu machen. Sie bittet darum, gehen zu können, doch der Leiter der Anhörung, Oberstaatsanwalt Blesinger, und der Anwalt von Frau Bielfeldt, Christian Pflüger, bestehen auf der Befragung. Schließlich sagt Gebauer aus, dass Lannert Bielfeldt einfach und ohne Anlass erschossen habe. Da die Zeugin in einem verwirrt wirkenden Zustand war, soll sie nochmals vernommen werden, bis dahin wird das Verfahren vertagt. 
Bootz kommt der Auftritt der Zeugin merkwürdig vor. Auch ist sie auf keiner Videoaufnahme der Überwachungskameras zu sehen. Bootz, der noch immer unter der Trennung von seiner Frau leidet, trinkt allein in einer Kneipe. Da ihm die Falschaussage von Alice Gebauer keine Ruhe lässt, sucht er sie spätabends in ihrer Wohnung auf und findet ihre Wohnungstür offen vor. In ihrer Wohnung liegt sie sterbend, ihr wurde in den Rücken geschossen. Obwohl Bootz sofort die Rettungskräfte alarmiert, kommt jede Hilfe für die Frau zu spät. Lannert und Bootz werden trotz der Untersuchung gegen Lannert von Staatsanwältin Álvarez mit den Ermittlungen in dem Fall beauftragt.
Die Frau lebte seit Jahren von Hartz IV. Ihre Eltern leben in Tübingen, arbeiten an der dortigen Uni und hatten keinen Kontakt mehr zu ihrer Tochter, seit sie ins Drogenmilieu abgerutscht war. Zuvor war sie ein Musterkind, bis sie als 16-Jährige vergewaltigt wurde. Anschließend stürzte sie ab, flog von der Schule, brach eine Lehre ab und rutschte ins Drogen- und Hausbesetzermilieu ab. Sie hat wenige Sozialkontakte, Besuch bekommt sie lediglich von zwei jungen Leuten, einer jungen dunkelhaarigen Frau und einem jungen Mann. In dem Verbindungsnachweis von Frau Gebauers Handy finden die Ermittler die Nummer der Anwaltskanzlei Pflüger, die sie daraufhin aufsuchen. Sie fragen das Anwaltsehepaar, worum es in ihrem Telefonat ging. Christian Pflüger sagt aus, dass Frau Gebauer sich ihm gegenüber bereit gezeigt habe, gegen Lannert auszusagen. Am nächsten Morgen durchforschen Lannert und Bootz die Profile von Alice Gebauer in den sozialen Netzwerken. Dabei stoßen sie auf eine junge Frau in ihrer Freundesliste, die auch auf den Überwachungskameras als Kundin im Supermarkt zu sehen ist. Sie heißt Paula Martens und kommt ebenfalls aus Tübingen. Sie war allerdings nicht mit Alice Gebauer, sondern mit einem Mann namens Peer Schmiedle im Supermarkt, mit dem sie laut Profil im Netzwerk eine Beziehung führt. Beide waren nach dem Überfall schnell verschwunden. Der Mann war ebenfalls in der Hausbesetzerszene aktiv. Er hat zwei Jahre in derselben Haftanstalt wie Holm Bielfeldt eingesessen. Somit kennen sie sich alle vier. Lannert und Bootz vermuten, dass sie gemeinsam den Supermarkt überfallen wollten. Wohl weil die beiden Beamten so schnell eintrafen, haben sie davon Abstand genommen, ihrem Freund zu helfen und sind geflohen. Nur Alice Gebauer war in der Nähe von Bootz und konnte nicht fliehen. Die beiden mutmaßen, dass ihre Freunde Alice Gebauer töteten, weil sie sich nicht sicher waren, ob sie der Aussagesituation standhält.
Da Schmiedle nach seiner Haftentlassung eine Zeit lang bei der Mutter von Bielfeldt gewohnt hatte, suchen Lannert und Bootz diese auf. Frau Bielfeldt sagt aus, dass ihr Schmiedle unsympathisch war. Er hat ein paar Sachen bei ihr deponiert, die sie der Polizei übergibt. Schmiedle hatte die Sachen am Vorabend bei ihr abgegeben. Unter den Gegenständen befindet sich auch sein Laptop. Dessen Auswertung ergibt, dass er E-Mails mit Alice Gebauer über den Supermarkt und den Überfall im Vorfeld ausgetauscht hat, so dass sich die Theorie vom gemeinsamen Überfall bewahrheitet hat. Paula Martens und Peer Schmiedle werden zur Fahndung ausgeschrieben. In der Fortsetzung der Anhörung vernimmt Christian Pflüger nochmals Bootz und bezichtigt ihn der Falschaussage. Trotzdem bleibt dieser dabei, die Nothilfesituation bestätigen zu können. Auf die Frage, warum er Alice Gebauer in der Nacht aufgesucht habe, kann er keine nachvollziehbare Antwort geben. Pflüger wirft die Frage auf, ob Bootz als glaubwürdig gelten könne, er sei außerdem durch seine privaten Probleme und seinen daraus resultierenden Alkoholkonsum labil. Weil Bootz die Fassung verliert und die Anhörung verlässt, wird Bootz von Staatsanwältin Alvarez veranlasst, Urlaub zu nehmen.
Am Abend, den Bootz mal wieder in einer Kneipe verbringt, wird er beim maßlosen Trinken fotografiert. Da Bootz vermutet, dass der Mann von Pflüger beauftragt wurde, ihm nachzuspionieren, geht er auf den Mann los, wird aber vom Wirt und anderen Gästen zurückgehalten, so dass der Mann entkommen kann. Am nächsten Tag informiert Nika Lannert darüber, dass in Tübingen eine Tankstelle überfallen wurde, die Täter könnten Schmiedle und Paula Martens sein. Lannert holt den beurlaubten Bootz ab und fährt mit ihm nach Tübingen. In einem legalisierten alternativen Wohnprojekt findet Lannert die beiden Untergetauchten. Schmiedle bedroht ihn mit einer Schusswaffe. Bootz kommt Lannert allerdings zu Hilfe und überwältigt Schmiedle. Lannert kann daraufhin auch Paula Martens festnehmen und Bootz‘ Beteiligung an dem Einsatz vertuschen. Auf dem Handy von Paula Martens finden sie eine panische Mailboxnachricht von Alice Gebauer vom Zeitpunkt nach der Vernehmung, in der Alice Gebauer mitteilt, dass sie „ihn gesehen“ habe und er habe sie mit einem Blick angesehen, dass sie sich sicher sei, er werde ihr etwas antun. Lannert und Bootz überlegen, wen sie gemeint haben könnte. Sie selbst können es nicht sein, denn mit der Konfrontation habe sie gerechnet und auch vor der Anhörung ist sie den beiden im Flur gelassen entgegengetreten. Die Beamten mutmaßen, dass sie ihrem Vergewaltiger von damals gegenübergetreten sein muss. Sie recherchieren, wer von den Männern im Raum sich zum damaligen Zeitpunkt in Tübingen aufgehalten hat.
In der Anhörung am nächsten Tag konfrontieren sie Christian Pflüger damit, der Vergewaltiger gewesen zu sein. Damals wurden DNA-Spuren an der Kleidung sichergestellt, eine DNA-Überprüfung würde Pflüger gegebenenfalls als Vergewaltiger überführen. Der Oberstaatsanwalt stellt die Ermittlungen gegen Lannert ein, weil sie keinen hinreichenden Tatverdacht gegen ihn erhärten konnten. Wegen dringenden Tatverdachts im Mordfall Gebauer wird Christian Pflüger vorläufig festgenommen. In der anschließenden Vernehmung räumt er die Vergewaltigung ein, bestreitet aber den Mord an Alice Gebauer. Er hätte auch kein Motiv gehabt, da die Tat nach geltendem Recht verjährt sei. Er habe die Vergewaltigung seither täglich bereut. Damals habe er private Probleme gehabt, weil seine Verlobte sich von ihm überraschend getrennt hatte, obschon eine Heirat geplant war. Er sei damals nicht er selbst gewesen. In all den Jahren seither setze er sich für Gewaltopfer ein. Lannerts Frage, ob er eine Waffe besitze, bejaht Pflüger, diese liege seit Jahren unberührt im Safe in seinem Büro. Die Waffe ist vom selben Typ wie die Tatwaffe im Todesfall Gebauer. Bootz fragt Pflüger, ob seine Frau von der Vergewaltigung wisse. Pflüger gibt an, dass er sich seiner Frau von Anfang an offenbart habe. Sie sei geschockt gewesen, habe aber all die Jahre zu ihm gehalten. Sie sei auch seine Triebfeder für sein neues Betätigungsfeld im Opferschutz gewesen. Lannert fragt ihn, ob er seiner Frau erzählt habe, dass die Zeugin in der Anhörung das Vergewaltigungsopfer von damals sei, was Pflüger ebenfalls bejaht. Auf die Frage von Bootz, ob seine Frau ebenfalls Zugang zum Safe habe, wird Pflüger nervös und drängt darauf, seine Frau anzurufen. Doch diese hat sich in der Kanzlei mit der Waffe, mit der sie Alice Gebauer getötet hat, mittlerweile selbst das Leben genommen.

## Hintergrund
Die Folge wurde im Februar und März 2014 in Stuttgart und Karlsruhe gedreht.
In Ergänzung zur Filmmusik von Jens Grötzschel fand Bruno Mars’ Musiktitel Locked out of Heaven Verwendung.

## Rezeption

### Kritiken
„Actionreicher Einstieg, emotionaler Ausstieg, dazwischen eine geschickt konstruierte Story, mal überraschend, mal vorhersehbar, frisch und stellenweise originell inszeniert – der "Tatort – Eine Frage des Gewissens" bietet kurzweilige Krimi-Unterhaltung und rückt die tiefer gehende Frage, wie weit Loyalität unter Freunden und Kollegen reichen darf, in den Mittelpunkt. Zuweilen ist das zwar reichlich gefühlig geraten, doch gerade die Mischung aus Emotion & Eruption ist ja oft die besondere Stärke der sympathischen Stuttgarter Cops.“

„‚Eine Frage des Gewissens‘ kommt vor allem als Krisen-‚Tatort‘ daher, dessen Helden wanken – aber natürlich nicht fallen.“

„Die Einsamkeit von Bootz wirkt parodistisch, wenn er allein in der Bar ewig auf den Grund des Glases schaut.“

„Auch die abschließenden 20 bis 25 Minuten sind sehr gelungen: Die zunehmend komplizierten Verwicklungen, in welche die Schwabenpolizisten gezogen wurden, lösen sich in zügig erzählten, schlüssigen Fernsehmomenten auf und sind ebenso dramatisch wie clever. … Spannend, leise, schnörkellos.“

### Einschaltquoten
Eine Frage des Gewissens wurde bei der Erstausstrahlung am 23. November 2014 von insgesamt von 10,41 Millionen Zuschauern in Deutschland gesehen und erreichte einen Marktanteil von 29,9 % für Das Erste.

„Für die beiden von Richy Müller und Felix Klare gespielten Kommissare Thorsten Lannert und Sebastian Bootz bedeutet dies einen Karrierebestwert. Zum ersten und bisher einzigen Mal hatte das Duo die Zehn-Mio.-Zuschauer-Marke im Mai 2013 mit dem "Tatort: Spiel auf Zeit" geknackt gehabt, lag aber knapp 200.000 Zuschauer unter der gestrigen Reichweite. … Insgesamt wurde gestern zum zwölften Mal in diesem Jahr für einen "Tatort" eine Reichweite jenseits der Zehn-Mio.-Zuschauer-Marke erreicht.“